# Нейман, Ева
Е́ва Не́йман (нем. Eva Neymann, 21 июня 1974, Запорожье) — немецкий кинорежиссёр украинского происхождения.

## Биография
Родилась 21 июня 1974 года в Запорожье в семье инженера и музыковеда, училась в Запорожском государственном университете на факультете психологии и социальной педагогики.
В 1993 году эмигрировала в Германию. С 1997 по 2006 год училась в Немецкой академии кино и телевидения в Берлине. В 2000 году работала стажером режиссёра у Киры Муратовой на съёмках фильма «Второстепенные люди».
Лента «У реки» была снята на русском языке на Одесской киностудии и показана в 2007 году на Московском международном кинофестивале (первый фильм украинского производства после 1991 года, показанный на фестивале), на 37-м Международном кинофестивале в Лагове (Польша), где завоевал серебряную награду и вне конкурса на Международном кинофестивале в Роттердаме.
Фильм «Пути Господни» удостоен в Германии немецкого приза FIRST STEPS Award 2007. В основу фильма «Песнь песней», который получил два «Золотых Дюка» на Одесском кинофестивале 2015 года, положено лирическое произведение еврейского писателя Шолом-Алейхема.

## Фильмография

#### Короткометражки
- 1998 — Хризантемы в жёлтом / Chrysanthemen in Gelb
- 2000 — Хроника прощания / Chronik eines Abschieds
- 2001 — Замри, отомри / Friere ein, taue auf

#### Документальные фильмы
- 2004 — Всё по-старому / Alles beim Alten
- 2005 — Увидеть море / Das Meer sehen
- 2006 — Пути Господни / Wege Gottes

#### Художественные фильмы
- 2007 — У реки
- 2012 — Дом с башенкой
- 2015 — Песнь песней